# 브라이언 하네티

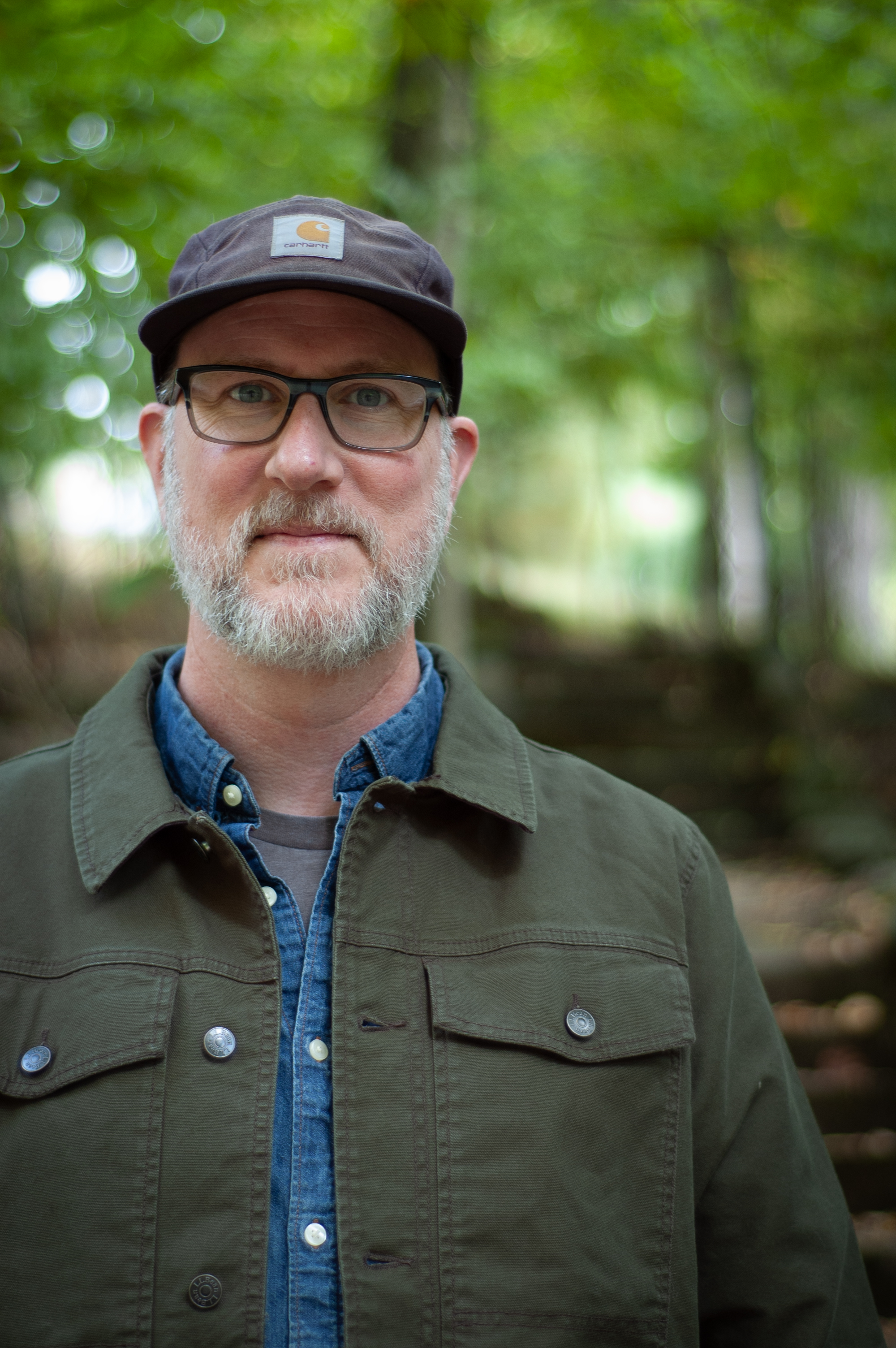
브라이언 하네티의 모습

브라이언 하네티(영어: Brian Harnetty, 1973년 5월 10일 ~ 현재)는 미국의 융합예술가, 작곡가이자 음악가이다. 여러 요소를 이용해 미국 애팔래치아 지역과 중서부의 지역 문제에 중점을 두는 음악을 만들고 있다. 2009년 작 《Silent City》에는 가수 윌 올덤이 참여했다. 또한 작가로서 뉴 뮤직 박스, 익스페리멘털 뮤직 이어북, 사운드 이펙츠 및 컬처럴 스터디스 등에 글을 썼다.

## 교육
하네티는 오하이오 주립 대학교에서 학사 학위를 받았고, 왕립음악원에서 음악 석사 학위를 받았다. 또한 2014년, 오하이오 대학교에서 융합예술 철학박사 학위를 받았다. 현재는 오하이오 주립 대학교에서 작곡 및 음악학 강사로 재직하고 있으며, 케니언 칼리지, 고더드 칼리지, 오하이오 대학교에서 음악 및 융합예술을 가르쳤다.

## 디스코그래피
- Desire and Winter Birds, (Tell-All, 2006)
- American Winter, (Atavistic, 2007)
- Silent City, (Atavistic, 2009)
- The Sociophonic Key, (Scioto, 2012)
- The Star-Faced One: From the Sun Ra/El Saturn Archives, (Atavistic, 2013)
- Rawhead & Bloodybones, (Dust-to-Digital, 2015)
- Ohio National Forest, (Winesap, 2019)
- Shawnee, Ohio, (Karlrecords, 2019)
- Many Hands (vol. 1), (Winesap, 2019)
- Many Hands (vol. 2), (Winesap, 2020)
- Many Hands: The Complete Collection, (Winesap, 2021)
- Forest Listening Rooms, (Winesap, 2021)
- Words and Silences, (Winesap, 2022)
- The Workbench, (Winesap, 2023)